# Челић
Челић је насељено мјесто и седиште истоимене општине у Босни и Херцеговини, које административно припада Федерацији Босне и Херцеговине. Према прелиминарним подацима пописа становништва 2013. године, у Челићу је пописано 3.436 лица.

## Историја
Простор некадашњег југословенског насељеног мјеста Челић је током распада Југославије подијељен на два дијела од којих се други налази у општини Лопаре, у Републици Српској.

## Становништво
|                      | 2013.          | 1991.           | 1981.           | 1971.           |
| Укупно               | 3 436 (100,0%) | 3 215 (100,0%)  | 2 987 (100,0%)  | 2 691 (100,0%)  |
| Бошњаци              | 3 374 (98,20%) | 3 006 (93,50%)1 | 2 824 (94,54%)1 | 2 547 (94,65%)1 |
| Босанци              | 14 (0,407%)    | –               | –               | –               |
| Неизјашњени          | 13 (0,378%)    | –               | –               | –               |
| Роми                 | 10 (0,291%)    | –               | –               | –               |
| Муслимани            | 10 (0,291%)    | –               | –               | –               |
| Срби                 | 4 (0,116%)     | 106 (3,297%)    | 78 (2,611%)     | 88 (3,270%)     |
| Албанци              | 4 (0,116%)     | –               | 7 (0,234%)      | 11 (0,409%)     |
| Непознато            | 4 (0,116%)     | –               | –               | –               |
| Остали               | 2 (0,058%)     | 34 (1,058%)     | 6 (0,201%)      | 14 (0,520%)     |
| Босанци и Херцеговци | 1 (0,029%)     | –               | –               | –               |
| Југословени          | –              | 59 (1,835%)     | 59 (1,975%)     | 21 (0,780%)     |
| Хрвати               | –              | 10 (0,311%)     | 7 (0,234%)      | 10 (0,372%)     |
| Црногорци            | –              | –               | 2 (0,067%)      | –               |
| Македонци            | –              | –               | 2 (0,067%)      | –               |
| Мађари               | –              | –               | 2 (0,067%)      | –               |

1. 1 На пописима од 1971. до 1991. Бошњаци су пописивани углавном као Муслимани.